# Косала (муниципалитет)
Косала́ (исп. Cosalá) — муниципалитет в Мексике, штат Синалоа, с административным центром в одноимённом городе. Численность населения, по данным переписи 2010 года, составила 16697 человек.

## Общие сведения
Название Cosalá с астекских языков можно перевести как: прекрасное место или место в изумрудных водах.
Площадь муниципалитета равна 2172 км², что составляет 3,79 % от площади штата. Он граничит с другими муниципалитета штата Синалоа: на юге с Сан-Игнасио и Элотой, и на западе с Кульяканом, а также на севере и востоке граничит с другим штатом Мексики — Дуранго.

## Учреждение и состав
Муниципалитет был образован 8 апреля 1915 года, в его состав входит 130 населённых пунктов, самые крупные из которых:
| Код INEGI | Населённый пункт                                       | Численность населения (2005 год) | Численность населения (2010 год) |
| --------- | ------------------------------------------------------ | -------------------------------- | -------------------------------- |
| 005       | Всего                                                  | 17813                            | 16697                            |
| 0001      | Косала (исп. Cosalá) (административный центр)          | 6822                             | 6577                             |
| 0125      | Эль-Родео (исп. El Rodeo)                              | 548                              | 500                              |
| 0336      | Ла-Илама (исп. La Ilama)                               | 502                              | 408                              |
| 0131      | Сан-Мигель-де-лас-Месас (исп. San Miguel de las Mesas) | 339                              | 386                              |
| 0050      | Чолула (исп. Cholula)                                  | 357                              | 377                              |
| 0047      | Чапала (исп. Chapala)                                  | 313                              | 316                              |

## Экономическая деятельность
По статистическим данным 2000 года, работоспособное население занято по секторам экономики в следующих пропорциях: сельское хозяйство, скотоводство и рыбная ловля — 45,7 %, промышленность и строительство — 17,1 %, сфера обслуживания и туризма — 31,5 %, прочее — 5,7 %.

## Инфраструктура
По статистическим данным 2010 года, инфраструктура развита следующим образом:
- электрификация: 97,4 %;
- водоснабжение: 79,3 %;
- водоотведение: 73,1 %.

## Туризм
Основные достопримечательности:
- административный центр, которому присвоено звание «магического городка»;
- церковь Санта-Урсула, построенная в XVIII века;
- археолого-исторический музей, в котором представлены: экспонаты до-испанского периода; породы, добывавшиеся в местных рудниках; останки мамонта;
- несколько природных зон в горах, на реках и озёрах, предназначенных для отдыха и рыбалки.

## Фотографии

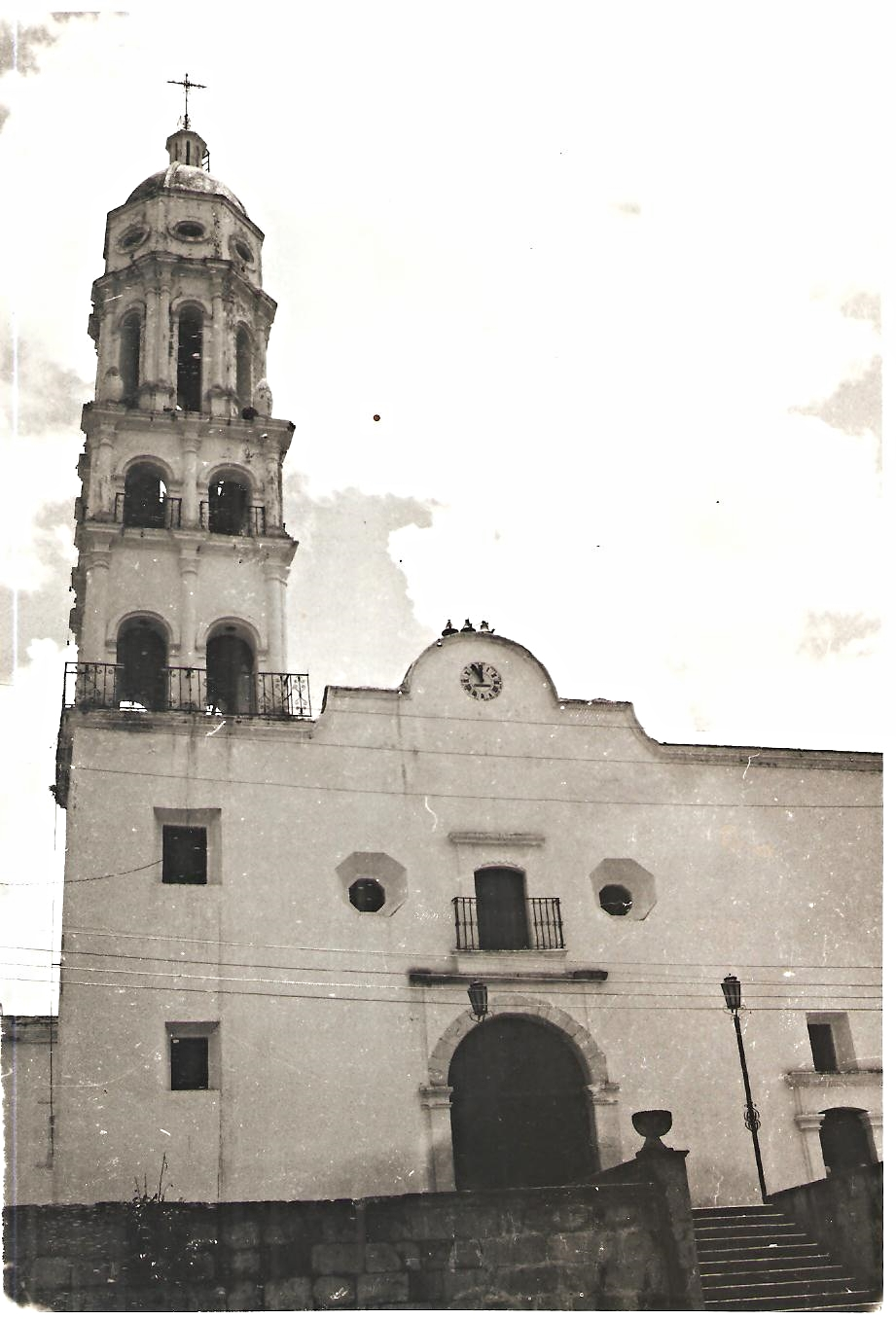
Церковь Санта-Урсулы
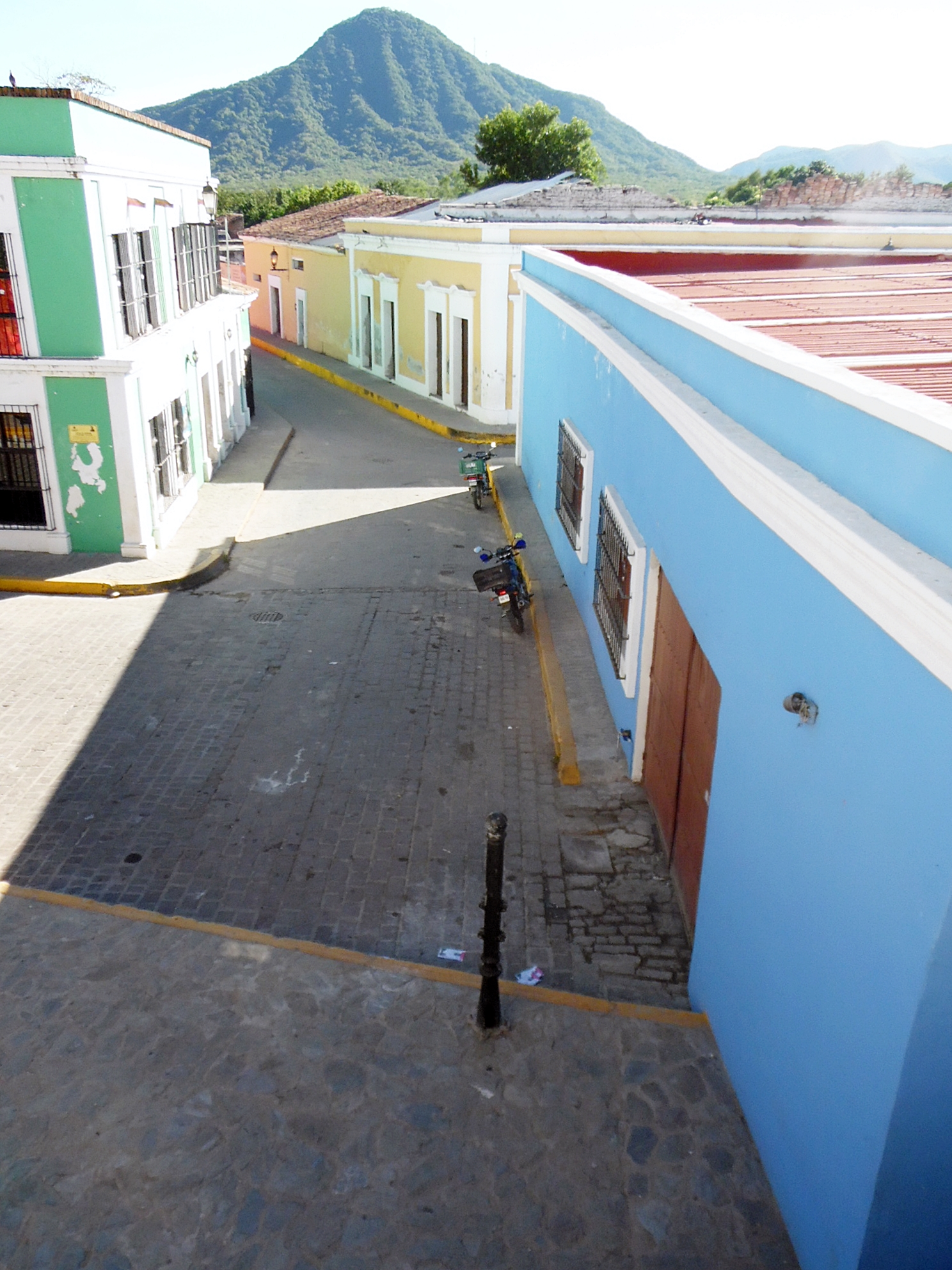
Улица «магического городка»
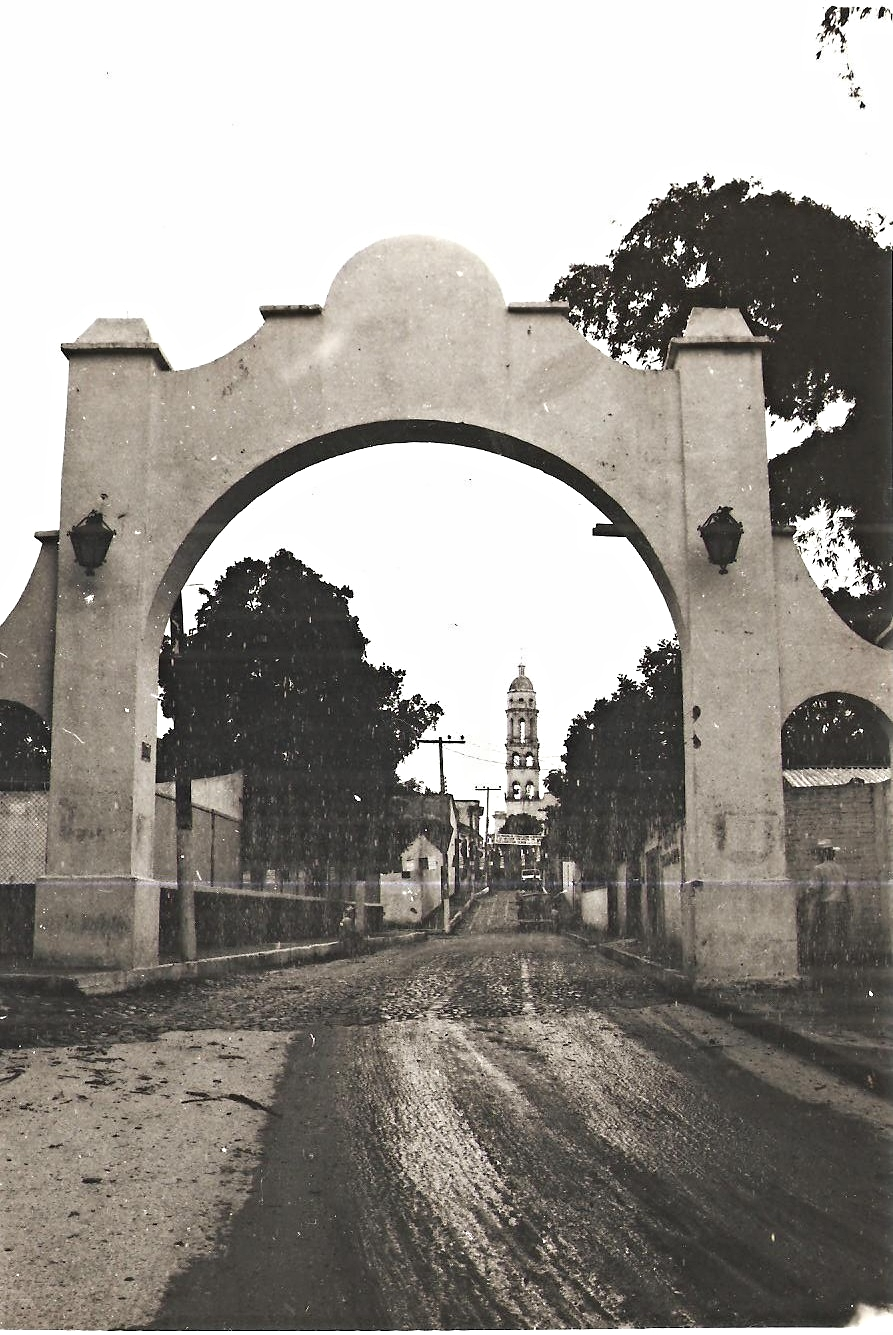
Городские ворота